# Amtliche Sammlung des Bundesrechts
In der Amtlichen Sammlung des Bundesrechts (Amtliche Sammlung, AS) werden gemäss Art. 2 des Publikationsgesetzes (PublG) veröffentlicht: Die Bundesverfassung, die Bundesgesetze, Verordnungen der Bundesversammlung und des Bundesrates, die übrigen rechtsetzenden Erlasse der Bundesbehörden und der anderen Stellen, denen Bundesaufgaben übertragen sind, sowie die Bundesbeschlüsse. Ebenfalls in der AS publiziert werden völkerrechtliche Verträge, Beschlüsse des internationalen Rechts (Art. 3 PublG) und Verträge zwischen Bund und Kantonen.

## Veröffentlichung und Gliederung
Die Veröffentlichung in der AS erfolgt wöchentlich elektronisch und gedruckt sowie in der Regel mindestens fünf Tage vor Inkrafttreten der entsprechenden Erlasse (Art. 7 PublG). Für die Veröffentlichung finden die Amtssprachen der Schweizerischen Eidgenossenschaft Anwendung, wobei die drei Fassungen in gleicher Weise verbindlich sind (Art. 14 PublG). Erlasse werden in der Regel erst durch die Publikation in der AS rechtswirksam; die ausserordentliche Bekanntmachung ist nur ausnahmsweise vorgesehen. Es gilt die rechtliche Fiktion der negativen Rechtskraft, wonach die in der AS publizierten Erlasse allgemein bekannt sind.
Die AS ist chronologisch gegliedert; Erlasse sind über die entsprechenden Jahres- und Seitenzahlen zitierbar (beispielsweise steht AS 2004 2081 für die Publikation der Änderungen der Bodensee-Schifffahrts-Ordnung (BSO)). Im Gegensatz dazu ist die Systematische Sammlung des Bundesrechts (SR) die nach Sachgebieten bereinigte und geordnete Sammlung der Erlasse, völkerrechtlichen Verträge und Beschlüsse sowie Verträge zwischen Bund und Kantonen, die in der AS veröffentlicht wurden und noch gelten. Einzig in der SR werden die Kantonsverfassungen publiziert.
2016 sprach sich der Bundesrat dafür aus, die Amtliche Sammlung weiterhin als die massgebliche Publikation für das Bundesrecht beizubehalten und nicht auf die Systematische Rechtssammlung zu wechseln. Der Aufwand für einen solchen Wechsel wäre gross. Zudem seien keine Fälle rechtlicher Fehlbeurteilungen bekannt, weil sich jemand auf einen falschen SR-Text abgestützt hätte.
Seit dem 1. Januar 2016 ist die elektronische und nicht mehr die gedruckte Fassung der Amtlichen Sammlung (AS) und des Bundesblattes (BBl) rechtsverbindlich.

## Geschichte
Von 1848 bis 1926 erschien die Amtliche Sammlung der Bundesgesetze und Verordnungen der Schweizerischen Eidgenossenschaft unregelmässig in insgesamt 79 Bänden.
Von 1927 bis 1947 erschien sie unter dem Titel Eidgenössische Gesetzsammlung wöchentlich als Beilage zum Bundesblatt in 21 Bänden.
Von 1948 bis 1987 wurde sie Sammlung der eidgenössischen Gesetze genannt.
Seit 1988 ist Amtliche Sammlung des Bundesrechts die gültige Bezeichnung (Amtliche Sammlung, AS).
Seit dem 1. September 1998 wird die AS im Internet angeboten. Ausgaben vor September 1998 sind digitalisiert auf einer Website des Schweizerischen Bundesarchivs abrufbar.